# ريغي بروكس
ريغي بروكس (بالإنجليزية: Reggie Brooks)‏ هو لاعب كرة قدم أمريكية أمريكي، ولد في 19 يناير 1971 في تلسا في الولايات المتحدة.

## وصلات خارجية
- ريغي بروكس على موقع مرجع كرة القدم المحترفة.كوم (الإنجليزية)